# آهوی سرخ
آهوی سرخ (نام علمی: Eudorcas rufina) نام یک گونه از زیرخانواده شاخ‌درازیان است.